# Ernest Lehman
Ernest Lehman (New York, 8 december 1915 - Los Angeles, 2 juli 2005) was een Amerikaanse scenarioschrijver.
In 1952 begon Lehman bij filmstudio Paramount Pictures als scenarioschrijver. Al vrij snel werd hij uitgeleend aan MGM voor wie hij in 1954 zijn eerste grote script schreef: Executive Suite met William Holden en Barbara Stanwyck. Hij schreef scripts voor filmklassiekers als North by Northwest, The Sound of Music, West Side Story, Who's Afraid of Virginia Woolf? en Hello, Dolly!.
Lehman heeft ook een film geregisseerd, Portnoy's Complaint (1972), maar die flopte jammerlijk.
In 2001 ontving hij een ere-Oscar voor zijn hele oeuvre.